# Johannes Rohrweck
Johannes Rohrweck (ur. 5 sierpnia 1990 w Steyr) – austriacki narciarz dowolny specjalizujący się w skicrossie.
W zawodach Pucharu Świata zadebiutował 7 stycznia 2011 roku w St. Johann, gdzie zajął 39. miejsce. Pierwsze punkty wywalczył 15 grudnia 2013 roku w Val Thorens, zajmując 19. miejsce. W sezonie 2021/2022 zajął szóste miejsce w klasyfikacji generalnej.
Na igrzyskach olimpijskich w Pekinie w 2022 roku uplasował się na siódmej pozycji. Był też między innymi ósmy podczas mistrzostw świata w Idre Fjäll rok wcześniej.

## Osiągnięcia

### Igrzyska olimpijskie
| Miejsce | Dzień     | Rok  | Miejscowość | Konkurencja | Zwycięzca  |
| ------- | --------- | ---- | ----------- | ----------- | ---------- |
| 7.      | 18 lutego | 2022 | Pekin       | Skicross    | Ryan Regez |

### Mistrzostwa świata
| Miejsce | Dzień       | Rok  | Miejscowość   | Konkurencja        | Zwycięzca             |
| ------- | ----------- | ---- | ------------- | ------------------ | --------------------- |
| 17.     | 21 stycznia | 2015 | Kreischberg   | Skicross           | Filip Flisar          |
| 19.     | 18 marca    | 2017 | Sierra Nevada | Skicross           | Victor Öhling Norberg |
| 13.     | 2 lutego    | 2019 | Solitude      | Skicross           | François Place        |
| 8.      | 13 lutego   | 2021 | Idre Fjäll    | Skicross           | Alex Fiva             |
| 11.     | 21 marca    | 2025 | Engadyna      | Skicross           | Ryan Regez            |
| 13.     | 22 marca    | 2025 | Engadyna      | Skicross drużynowy | Ryan Regez            |

### Puchar Świata

#### Miejsca w klasyfikacji generalnej
- sezon 2013/2014: 67.
- sezon 2014/2015: 56.
- sezon 2015/2016: 62.
- sezon 2016/2017: 98.
- sezon 2017/2018: 215.
- sezon 2018/2019: 55.
- sezon 2019/2020: 158.

Od sezonu 2020/2021 klasyfikacja skicrossu zastąpiła klasyfikację generalną.
- sezon 2020/2021: 10.
- sezon 2021/2022: 6.
- sezon 2022/2023: 23.
- sezon 2023/2024: 31.
- sezon 2024/2025: 18.

#### Miejsca na podium w zawodach
1. Kreischberg – 25 stycznia 2014 (skicross) – 2. miejsce
2. Val Thorens – 9 stycznia 2015 (skicross) – 3. miejsce
3. Innichen – 19 grudnia 2015 (skicross) – 3. miejsce
4. Blue Mountain – 26 stycznia 2019 (skicross) – 3. miejsce
5. Reiteralm – 19 lutego 2021 (skicross) – 1. miejsce
6. Val Thorens – 8 grudnia 2022 (skicross) – 1. miejsce
7. Val Thorens – 8 grudnia 2023 (skicross) – 3. miejsce